# EIF1AX
EIF1AX (англ. Eukaryotic translation initiation factor 1A, X-linked) – білок, який кодується однойменним геном, розташованим у людей на X-хромосомі. Довжина поліпептидного ланцюга білка становить 144 амінокислот, а молекулярна маса — 16 460.
| 10         |  | 20         |  | 30         |  | 40         |  | 50         |
| ---------- |  | ---------- |  | ---------- |  | ---------- |  | ---------- |
| MPKNKGKGGK |  | NRRRGKNENE |  | SEKRELVFKE |  | DGQEYAQVIK |  | MLGNGRLEAM |
| CFDGVKRLCH |  | IRGKLRKKVW |  | INTSDIILVG |  | LRDYQDNKAD |  | VILKYNADEA |
| RSLKAYGELP |  | EHAKINETDT |  | FGPGDDDEIQ |  | FDDIGDDDED |  | IDDI       |

A: Аланін

C: Цистеїн

D: Аспарагінова кислота

E: Глутамінова кислота

F: Фенілаланін

G: Гліцин

H: Гістидин

I: Ізолейцин

K: Лізин

L: Лейцин

M: Метіонін

N: Аспарагін

P: Пролін

Q: Глутамін

R: Аргінін

S: Серин

T: Треонін

V: Валін

W: Триптофан

Кодований геном білок за функцією належить до факторів ініціації. 
Задіяний у такому біологічному процесі, як біосинтез білків. 
Білок має сайт для зв'язування з РНК. 